# ラヤール・アッブード
ラヤール・アッブード（アラビア語: ليال عبود:アラビア語発音: [layāl ‘abbūd], Layal Mounir Abboud、1982年5月15日 - ）は、レバノンのポップシンガー、フォーク音楽家、抒情詩人、コンサート・ダンサー、フィット・モデル、ムスリムの人道支援活動家、実業家である。
南レバノン県ティルス地方ケニーセ村の音楽家の家系に生まれた。実家はシーア派ムスリムの家庭。男3人女6人の9人きょうだいの1人。小さいころから歌と踊りをやっていて、エジプト・ポピュラーミュージックの歌手、アムルー・ディヤーブのファンだった。
英文学をレバノン大学で、翻訳をベイルート・アラブ大学で、そして音楽表現をアメリカ科学技術大学にて学んだ。歌手としてのデビュー前は内務省警察軍の警察官をしており、ラフィーク・ハリーリー国際空港の検査部門で2年間働いていた。
レバノンのタレントショーStudio El Fanに2001年から2002年にかけて南レバノン県代表として出演し、これがデビューであった。音楽家としてキャリアは2007年後半にリリースされたファーストアルバム『フィー・シューク』(アラビア語: في شوق)で開花した。レバノンのフォーク・ミュージックの上演や夏の国内コンサートにおいて、異なる アラビア語の方言を用いて歌うことで有名である。レバノン職業芸術家組合のメンバーである。